# Mijeegombyn Enchbold
Mijeegombyn Enchbold (mongolsky: Миеэгомбын Энхболд) (* 1964) je mongolský politik, v letech 2006 až 2007 předseda vlády. Je členem Mongolské lidové revoluční strany.